# Ruckhaldetunnel
Der Ruckhaldetunnel ist ein Eisenbahntunnel in der Schweizer Stadt St. Gallen. Er ist 725 Meter lang und ersetzt einen steilen Zahnstangenabschnitt der von den Appenzeller Bahnen betriebenen Bahnstrecke St. Gallen–Appenzell. Nach zweieinhalbjähriger Bauzeit wurde er mit einem Volksfest am 6. Oktober 2018 eröffnet.

## Projekt
Die meterspurige Bahnstrecke vom Bahnhof St. Gallen über Teufen nach Gais wurde am 1. Oktober 1889 eröffnet, ihre Fortsetzung nach Appenzell am 1. Juli 1904. Seit 1931 ist die Strecke elektrifiziert. Eine Besonderheit war der 940 m lange Zahnstangenabschnitt zwischen dem St. Galler Güterbahnhof und der Haltestelle Riethüsli, der einen Höhenunterschied von rund 80 Metern und eine Steigung von durchschnittlich 90 ‰ überwand. Die dabei befahrene 180°-Kurve an der Ruckhalde war mit 30 m Radius die engste Zahnradkurve der Welt und galt damals als technische Pioniertat.
Ein Tunnelprojekt für den Ersatz des letzten Zahnstangenabschnitts der Bahnstrecke St. Gallen–Appenzell war bereits 1970 ausgearbeitet und 1976 vom Bund bewilligt worden. Aufgrund von Meinungsverschiedenheiten über die Streckenführung konnte es jedoch nicht umgesetzt werden. Die Fusion von vier Bahngesellschaften zu den Appenzeller Bahnen brachte im Jahr 2006 neuen Schwung in die Angelegenheit. Geplant wurde nun eine Durchmesserlinie (DML), d. h. die Verknüpfung der Bahnstrecken St. Gallen–Appenzell und St. Gallen–Trogen. Um zwischen Trogen und Teufen einen Viertelstundentakt anbieten zu können, musste die Fahrtzeit verkürzt werden, wofür der Ersatz des Zahnstangenabschnitts unerlässlich war. Dies ermöglicht auch den Einsatz neu zu beschaffender Niederflurtriebzüge ABe 8/12 im Adhäsionsbetrieb.
Nachdem dieses Vorhaben und weitere im Zusammenhang mit der DML stehende Projekte im Herbst 2011 beim Bundesamt für Verkehr eingereicht worden waren, folgte im November 2012 die Genehmigung der Finanzierungsanteile durch die Parlamente der Kantone St. Gallen und Appenzell Ausserrhoden, im April 2013 auch durch die Landsgemeinde von Appenzell Innerrhoden. Der einspurige Ruckhaldetunnel ist 725 m lang; gemäss Planungsstand November 2015 wird er rund 63 Millionen Franken kosten. Er taucht im Nordhang der Ruckhalde ein, weist eine Neigung von bis zu 80 Promille auf und gelangt im Riethüsli-Quartier wieder an die Oberfläche, wo auch eine neue Haltestelle entstand.
Am 4. April 2016 fand am Nordportal nach verschiedenen vorbereitenden Arbeiten der offizielle Spatenstich statt. Der Vortrieb erfolgte südwärts in bergmännischer Bauweise, während der Bereich um das Südportal in offener Bauweise entstand. Nach etwas mehr als 15 Monaten erfolgte am 20. Juli 2017 der Durchstich. Die alte Strecke über die Ruckhaldekurve wurde am 2. April 2018 stillgelegt und anschliessend rückgebaut. Bis zur Aufnahme des fahrplanmässigen Betriebs am 7. Oktober bestand zwischen dem Bahnhof St. Gallen und Riethüsli ein Bahnersatzverkehr.

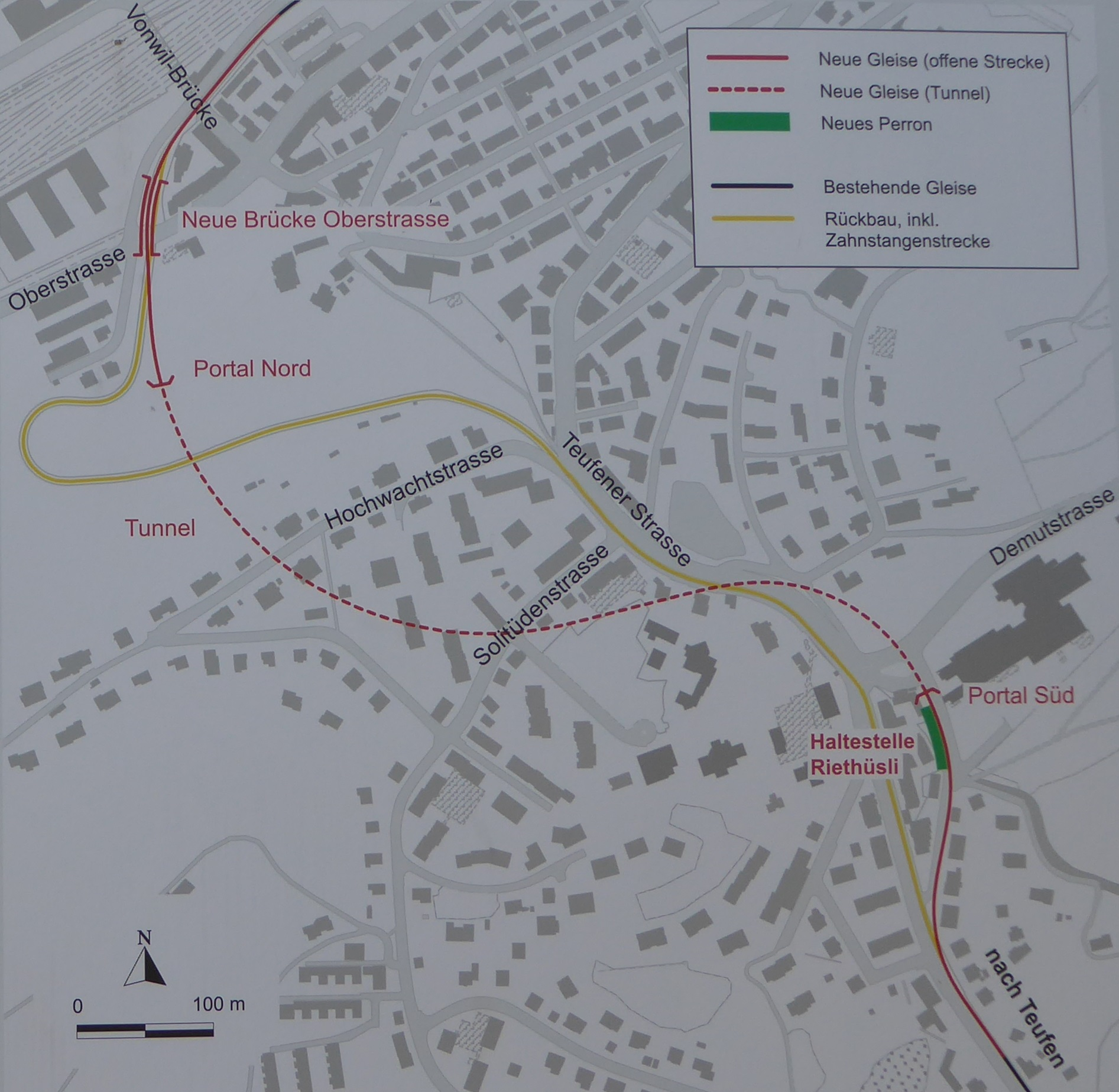
Plan des Ruckhaldetunnels
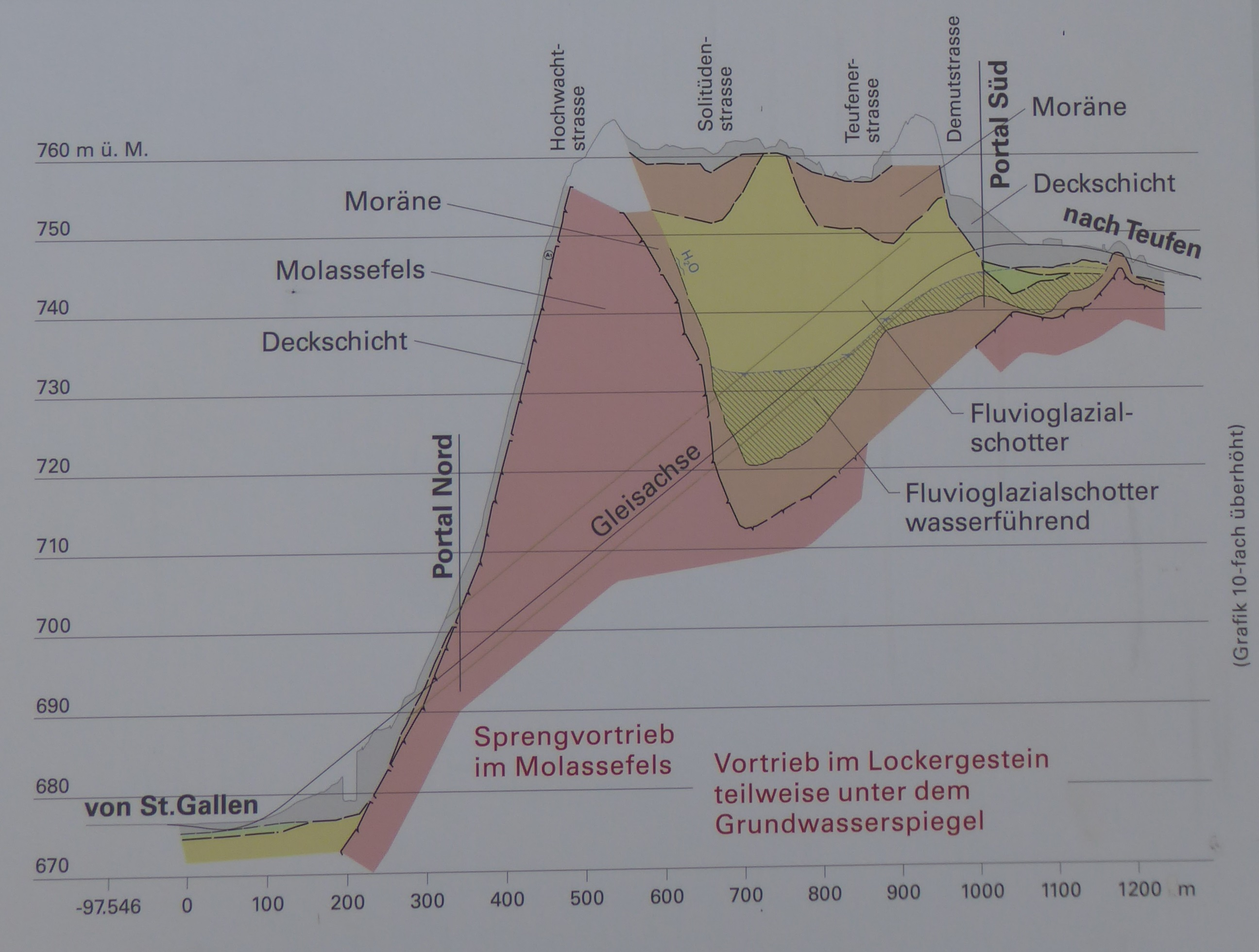
Tunnelprofil mit unterschiedlichen geologischen Schichten
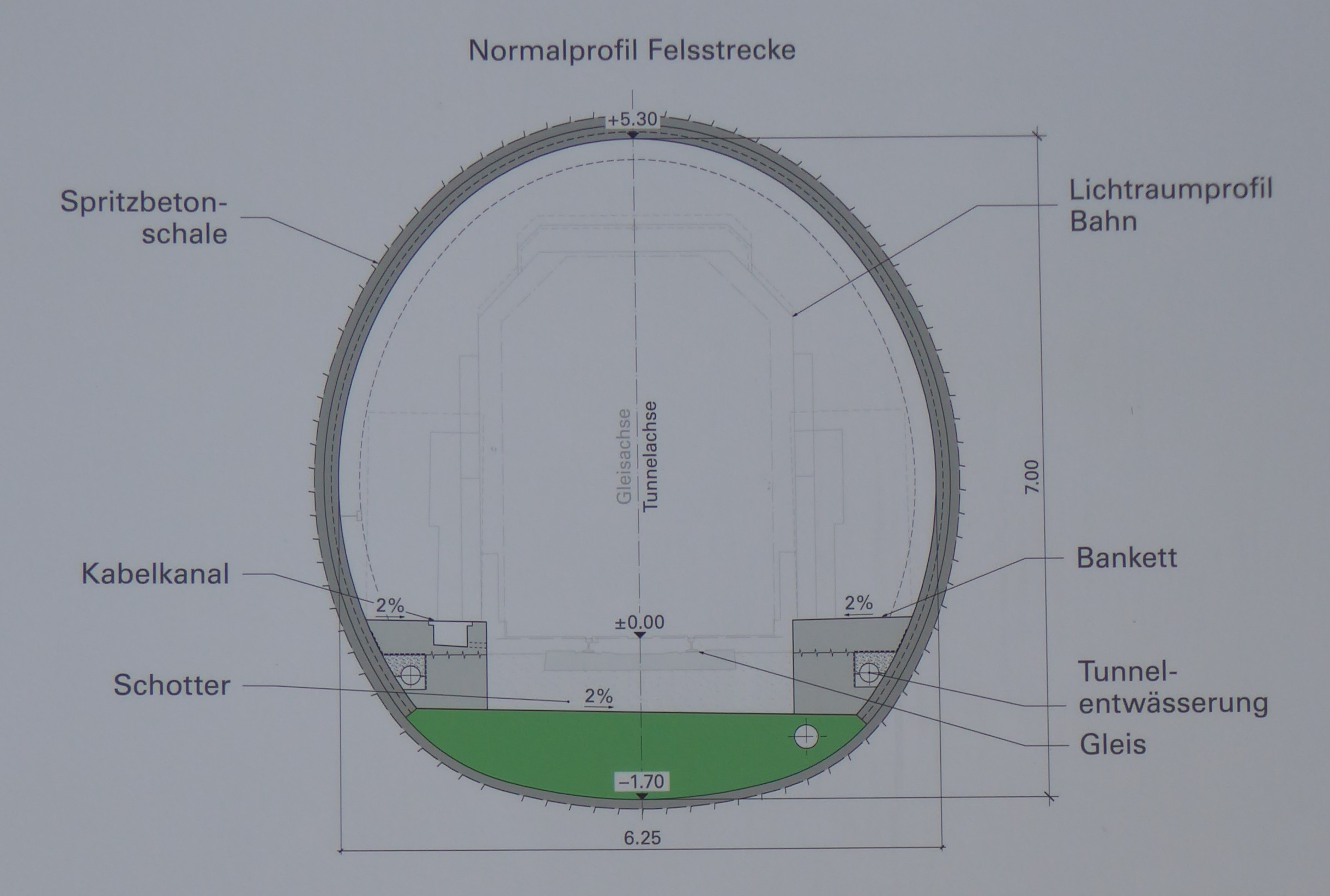
Tunnelquerschnitt auf Felsabschnitt
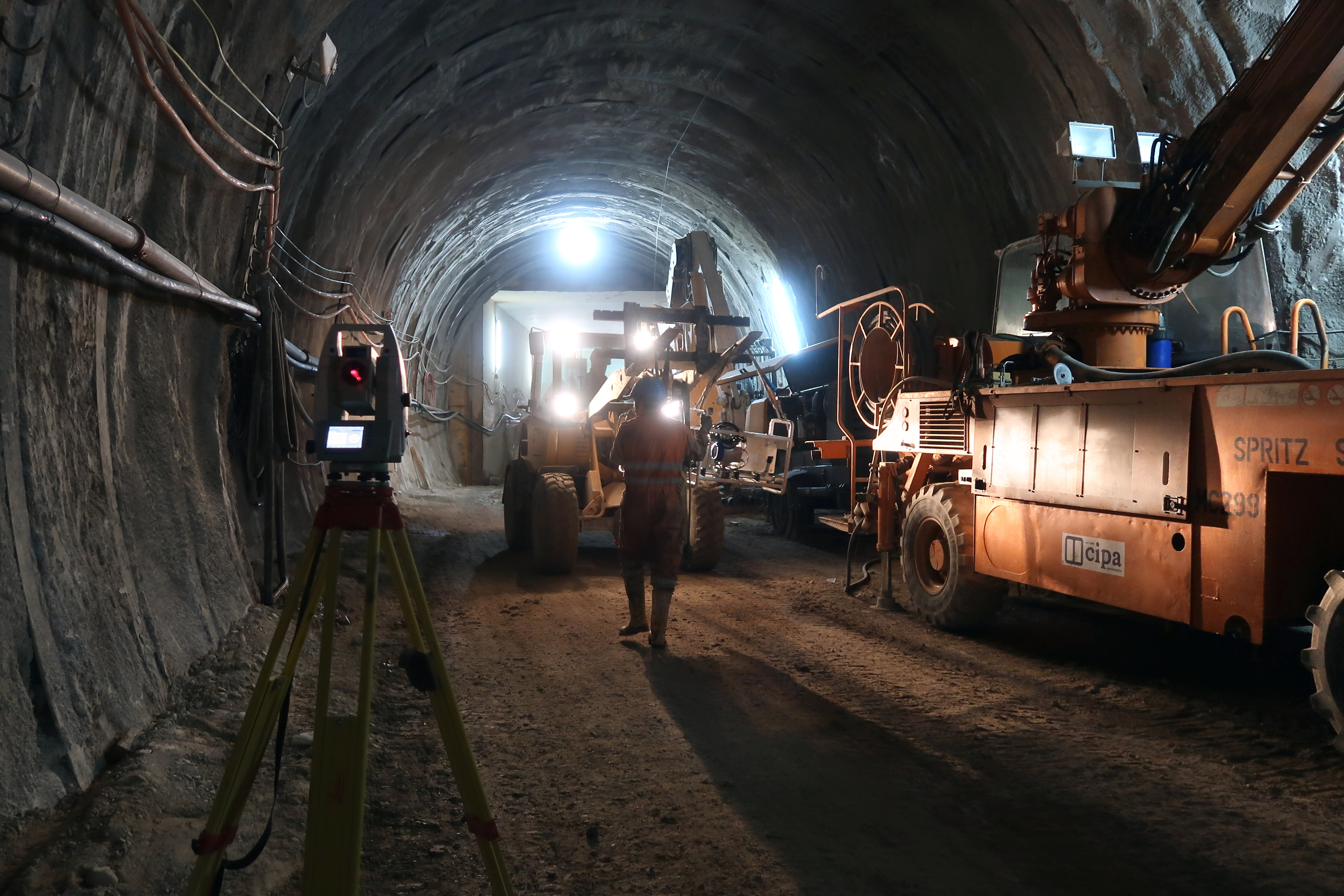
Bauarbeiten im Ruckhaldetunnel beim Südportal im Februar 2017
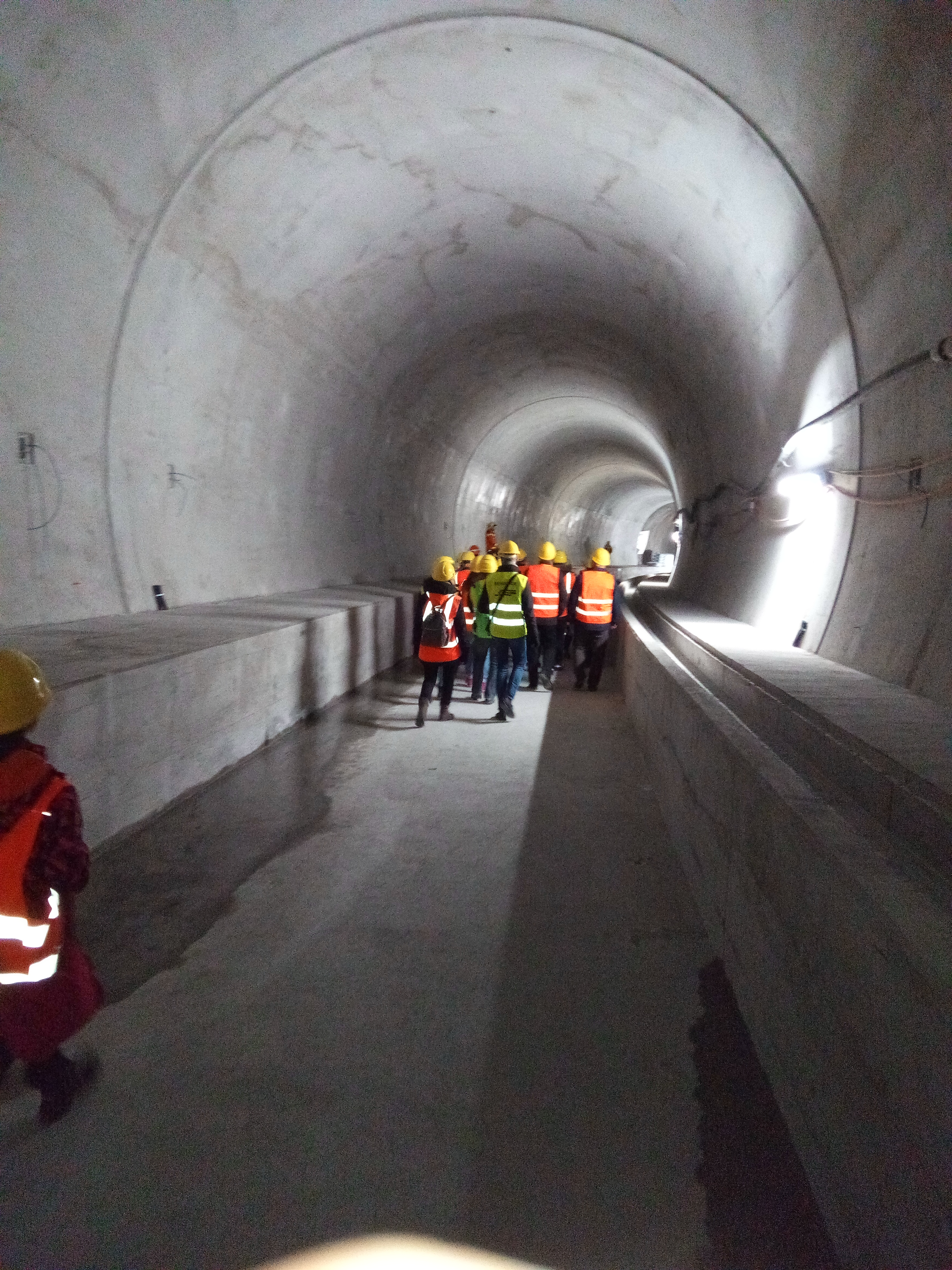
Der im Rohbau fertiggestellte Tunnel bei der öffentlichen Begehung am 4. März 2018

## Künstlerische Gestaltung
Der Ruckhaldetunnel besitzt eine besondere künstlerische Gestaltung. Eine der Wände der Tunnelröhre ist mit einem rund 700 Meter langen Graffiti-Wandbild in Airbrush-Technik verziert, das in stilisierter Form einen Alpaufzug mit Sennen und Tieren darstellt. Der Street-Art-Künstler Pirmin Breu liess sich durch die bäuerliche Malerei seiner Heimat im angrenzenden Appenzellerland inspirieren und begann im Juli 2018 mit der Arbeit. Das Kunstwerk wurde im Rahmen der Tunneleröffnung am 6. Oktober 2018 der Öffentlichkeit präsentiert. Die 250 Figuren sind von den vorbeifahrenden Zügen aus zu sehen.